# عين تموشنت
عين تموشنت مدينة وبلدية بولاية عين تموشنت الجزائرية.

## الموقع
تقع ولاية عين تموشنت، في الغرب الجزائري، بين كل من سيدي بلعباس وتلمسان، وتتربع على مساحة 2 377 كلم2، وتضم 8 دوائر، و 28 بلدية.

## التاريخ
تعتبر ولاية عين تموشنت واحدة من المناطق السياحية الاستراتيجية التي تزخر بها الجزائر، كونها منطقة تتميز بمناظر طبيعية خلابة وأراض فلاحية خصبة، جعلت منها منطقة فلاحية بامتياز وهي تتموقع في موقع جعلها أيضا مقصدا للكثير من الزوار من داخل الوطن وخارجه، وذلك منذ القدم تحديدا منذ العهد الفنيقي حيث تتوسط ثلاث مدن من كبريات المدن الجزائرية على غرار وهران على مسافة 68 كلم وتلمسان على بعد 72 كلم وفي الاخير سيدي بلعباس على نحو 63 كلم، بالإضافة إلى هذا، فهي تتشكل من سهول تمتد على طول الشواطئ والجبال من الناحية الجنوبية. لها مناخ متوسط رطب إلى شبه رطب وتعود نشأتها وحسب العديد من المصادر إلى العهد الفنيقي، الذي أقام حضارة الشمال الأفريقي منذ القرن التاسع قبل الميلاد وكانت منطقةً للحروب البونيقية، لكن أهم ما ميز تاريخ عين تموشنت هو تأسيس قبائل الماسيل على ترابها مملكة نوميديا الغربية – مازيسيليا – هذه القبائل التي برزت كقوة في منطقة افريقيا منذ أواخر القرن الثالث قبل الميلاد إلا أن تحول الملك – سيقا – إلى جانب قرطاج جعل الرومان يتحالفون مع حكام نوميديا الشرقية ويطيحون بملك صيفاكس سنة 94 قبل الميلاد، والذي بقي اسيرا لدى الرومان إلى غاية ان مات؛ كما تشير إلى ذلك العديد من المصادر التاريخية لتخضع بعدها عين تموشنت إلى حكم نوميديا الغربية المتحالفة مع الرومان ثم الرومان انفسهم في نهاية القرن الأول قبل الميلاد. وهذا قبل ان تجتاح جيوش الوندال حوالي سنة 430 م، بقيادة القائد جانزريك وفي الأخير البيزنطيون إلى غاية الفتوحات الاسلامية التي عرفت معها المنطقة ازدهارا وتطورا كبيرين على يد حكم المرابطين والموحدين، وعلى إثر الاعتداءات التي شنها الاسبان على السواحل الجزائرية كانت عين تموشنت مسرحا لعدة معارك طاحنة، خاضها السكان ضد الغزاة والتي قادها الولي الصالح وغيرها من المعارك التي ارخت من طرف السيد يوسف ذي ارمبوروو ذكرهما في تقريره ملك اسبانيا سنة 1747 وخلال مقاومة الاحتلال الفرنسي في عهد البطل الامير عبد القادر احتضنت منطقة عين تموشنت مراسم التوقيع على معاهدة تافنة بين الأمير عبد القادر الجزائري والجنرال ديمشال في 20 من شهر صفر 1253 الموافق للفاتح جوان من سنة 1837 وبموجب هذه المعاهدة، التي أقرت انتصارات الأمير عبد القادر واعترفت فرنسا بالدولة الجزائرية الحرة والامير سلطانا عليها، وبقي سكان عين تموشنت في مناصرة القادة الوطنيين الذين قدموا اليها من امثال *مصالي الحاج والعربي بن مهيدي وغيرهما، إضافة إلى إنجابها أبطالا مثل العقيد عثمان والشهيدين عمور وشويرف صالحو الشهيد زناسني أحمد الذي نفذ فيه حكم الاعدام مع الشهيد أحمد زبانة وغيرهم، كما يسجل التاريخ لمنطقة عين تموشنت انها كانت السباقة إلى تنظيم مظاهرات ديسمبر 1961، وذلك في اليوم التاسع منه والتي انتقلت بعدها إلى باقي أرجاء الوطن في الحادي عشر من نفس الشهر.

## السياحة
تعتبر لؤلؤة الساحل لما تملكه من خصائص طبيعية وتاريخية وسياحية مميزة، وتستقطب كل صيف آلاف السياح من داخل وخارج الوطن.
و من بين الشواطئ ذات المناظر الخلابة التي ترصع الشريط الساحلي الطويل لعين تموشنت التي أصبحت عاصمة الولاية منذ 1984، نذكر شاطئ المحطة ببلدية بني صاف، وشاطئ البحارة ببلدية سيدي الصافي، وشاطيء الحجام ببلدية سيدي بن عدة، وشاطئ القمر ببلدية أولاد الكيحل وشاطئي مداغ ورشقون ببلدية ولهاصة، وتوجد قبالة شاطئ رشقون، جزيرة شهيرة تحمل اسم الشاطئ أنشئت في سنة 1870، وتتربع على مساحة 26 هكتارا وتم تصنيفها في 2008 كمعلم تاريخي، نظرا لما تتوفر عليه من معالم أثرية ومنارات مربعة الشكل ذات ارتفاع يصل إلى 15 مترا.
و من أهم المواقع الأثرية الأخرى التي تتوفر عليها المنطقة أيضا الضريح الملكي لملك نوميديا الغربية صيفاقس، ويضم مقبرة جماعية لأفراد عائلته ويقع على بعد 4 كلم من ضفة نهر التافنة وهذا الضريح مصنف كتراث إنساني من اليونسكو، وكذا معالم مدينة سيڨا، العاصمة الغربية النوميدية التي أسسها الملك سيفاقس.
إلى جانب مسجد وزاوية سيدي يعقوب اللذين بنيا في 1332، وينسبان إلى الولي الصالح سيدي يعقوب وتتميز الولاية بثراء تراثها الثقافي والفني ومن بين الرقصات الفولكلورية التي ارتبطت بها ولا تزال صامدة وتتوارثها الأجيال رقصة «لعلاوي» الشهيرة وهي ذات خصائص تعبيرية عميقة، تعكس بالحركات الرشيقة والمتناغمة مراحل الحروب والانتصار فيها، وتعتبر جمعية سي الخطيب لبلدية الحساسنة، دائرة حمام بوحجر، من أبرز فرق لعلاوي وقد شاركت في مهرجانات وطنية ودولية، كما أسست عين تموشنت في 2003 جوقا موسيقيا ولائيا يضم 20 فنانا.
تشتهر بالصناعات التقليدية العريقة، خاصة صناعة الأثاث والأفرشة والزرابي والجلابيب والأواني الفخارية والنقش على الجبس.
و تتوفر الولاية على عدد كبير من الشواطئ المحروسة والفنادق والمطاعم والمرافق المهيئة لاستقبال السياح، ومن بين أشهر الفنادق الحديثة، نذكر المركب السياحي أو ما يعرف بقرية «المومنين» التي صممها المهندس المعماري إبراهيم مكي، على شكل بيوت النمل وتحمل لمسات تراثية من قصور غرداية وواد سوف، لتوفر لزوارها الراحة والرفاهية والأصالة، وتعتبر فريدة من نوعها على المستوى المغاربي والعربي والدولي وقد توجت في سويسرا بالجائزة الأولى كأفضل مركب سياحي في العالم.
و تضم الولاية أيضا قرية دوريان السياحية ببلدية ولاد بوجمعة من صنف 3 نجوم، وتستقطب المواطنين من مختلف أنحاء الوطن والمغتربين الباحثين عن الهدوء والراحة والمرافق الترفيهية المهيئة والاستمتاع بالمناظر الطبيعية الساحرة في البحر والغابات، وتتوفر المنطقة على عدد كبير من الفنادق المصنفة.

## الإذاعة
- البث الحي لإذاعة الجهوية عين تموشنت

## وصلات خارجية
- الموقع الرسمي لولاية عين تموشنت